# (38353) 1999 RL151
1999 RL151 (asteroide 38353) é um asteroide da cintura principal. Possui uma excentricidade de 0.11820290 e uma inclinação de 5.18104º.
Este asteroide foi descoberto no dia 9 de setembro de 1999 por LINEAR em Socorro.